# Оберхаузен-бай-Кирн
О́берхаузен-бай-Кирн (нем. Oberhausen bei Kirn) — община в Германии, в земле Рейнланд-Пфальц. 
Входит в состав района Бад-Кройцнах. Подчиняется управлению Кирн-Ланд.  Население составляет 942 человека (на 31 декабря 2010 года). Занимает площадь 4,58 км².